# Fabien Barthez
Fabien Alain Barthez, francoski nogometaš in dirkač, * 28. junij 1971, Lavelanet, Francija.
Barthez je nekdanji vratar francoske nogometne reprezentance, s katero se je udeležil Evropskih prvenstev 1996, 2000 in 2004 ter Svetovnih prvenstev 1998, 2002 in 2006. Le na Evropskem prvenstvu 1996 ni bil prvi vratar izbrane vrste, leta 1998 je osvojil naslov svetovnega prvaka, dva leta pozneje naslov evropskega prvaka, leta 2006 pa je bil svetovni podprvak. Nogometno kariero je končal leta 2007 pri francoskem klubu Nantes, pred tem pa je nastopal za Toulouse, Monaco, Manchester United in dvakrat Olympique iz Marseilla, s katerim je leta 1993 osvojil Ligo prvakov. Dvakrat je bil francoski prvak z Monacom in dvakrat angleški prvak z Manchester Unitedom.
Po koncu nogometne kariere je začel dirkaško kariero. Udeležil se je vzdržljivostnih dirk 24 ur Le Mansa v letih 2014, 2016 in 2017.

## Nogometna kariera
Barthez se je kot najstnik leta 1986 priključil francoskemu nogometnemu klubu Toulouse, kjer je leta 1990 podpisal pogodbo s članskim moštvom. Na prvi nastop v prvi ligi je čakal do 21. septembra 1991, ko je debitiral na gostujoči tekmi z Nancyjem. Po tej tekmi je postal prvi vratar Toulousa in redno nastopal do konca sezone. Leta 1992 je prestopil v Olympique iz Marseilla.
Z novim klubom je leta 1993 osvojil Ligo prvakov in pri 21 letih postal najmlajši vratar z osvojenim naslovom v tem tekmovanju, kar je bil rekord, ki ga je leta 2000 presegel Iker Casillas. Marseille je leta 1993 osvojil tudi naslov prvaka Francije, vendar je ta izgubil zaradi dogovarjanja o izidih tekem. V naslednjem letu 1994 je klub zaradi bankrota izpadel v drugo ligo, Barthez pa je kljub temu in ponudbam klubov iz prve lige ostal v Marseillu in pomagal klubu pri vrnitvi v prvo ligo.
Leta 1995 se je priključil Monacu, s katerim je v letih 1997 in 2000 osvojil dva naslova francoskega prvaka. Leta 1997 je postal tudi prvi vratar francoske izbrane vrste, potem ko je njegovega predhodnika Bernarda Lamo doletela dvomesečna prepoved nastopanja zaradi uporabe kanabisa. S Francijo je osvojil naslova svetovnega prvaka leta 1998 in evropskega prvaka leta 2000. Prvi nastop za državno vrsto je sicer imel 26. maja 1994 na prijateljski tekmi proti Avstraliji, na Evropskem prvenstvu 1996 pa je bil član moštva kot rezervni vratar ter ni nastopil na nobeni tekmi.
Barthez se je po osvojenem naslovu evropskega prvaka s Francijo leta 2000 priključil angleškemu klubu Manchester United, ki je po enem letu še naprej iskal vratarja, ki bo dolgoročno nadomestil legendarnega Petra Schmeichla. Z Unitedom je osvojil naslova angleškega prvaka v letih 2001 in 2003, vendar je v svoji tretji sezoni pri klubu imel tudi nekaj slabih nastopov, vključno z dvema tekmama proti Real Madridu, ki sta imeli za posledico izpadanje Uniteda iz Lige prvakov. Barthez nato ni nastopil na zadnjih treh prvenstvenih tekmah sezone. Ko se je začela naslednja sezona, ni več bil prvi vratar Uniteda ter ni nastopil na nobeni tekmi, preden se je v začetku leta 2004 vrnil v Marseille, kjer je nato redno nastopal do leta 2006.
Tudi za državno vrsto je nastopal do leta 2006 in nabral 87 nastopov. Bil je prvi vratar Francije na Svetovnih prvenstvih 2002 in 2006 ter na Evropskem prvenstvu 2004. Na Svetovnem prvenstvu 2006 je drugič igral v finalu tega tekmovanja, vendar je njegovo moštvo tekmo proti Italiji izgubilo po izvajanju enajstmetrovk. Tako Barthez kot tudi italijanski vratar Gianluigi Buffon nista ubranila nobenega strela, Francija pa je bila poražena, ker je David Trezeguet zgrešil vrata. Barthez je s 17 nastopi na tekmah Svetovnih prvenstev postavil rekord med francoskimi reprezentanti, z desetimi tekmami brez prejetega gola pa je izenačil rekord angleškega vratarja Petra Shiltona. Barthezovo število nastopov za Francijo na Svetovnih prvenstvih je z 20 tekmami presegel Hugo Lloris leta 2022.
Ko se je junija 2006 iztekla njegova pogodba z Marseillem, se je Barthez hotel vrniti v Toulouse. Ko mu ni uspelo podpisati pogodbe s svojim prvim klubom, je oktobra 2006 sporočil, da je njegove igralske kariere konec. Kljub temu se je dva meseca pozneje priključil Nantesu, pri katerem je redno nastopal do konca aprila 2007, ko je zaradi spopada s skupino navijačev po domačem porazu proti Rennesu razveljavil svojo pogodbo s klubom in zapustil mesto. Nantes je na koncu sezone izpadel v drugo ligo. Barthez je hotel nadaljevati svojo igralsko kariero, vendar ni podpisal nobene pogodbe ter je bil Nantes njegov zadnji klub.

## Dirkaška kariera
Barthez je po koncu nogometne kariere začel dirkaško kariero v francoskem prvenstvu Porsche Carrera Cup, kjer je prvič nastopal leta 2008. Leta 2013 je postal prvak francoskega prvenstva GT dirkalnikov. Leta 2014 je debitiral na vzdržljivostni dirki 24 ur Le Mansa, kjer je s sovoznikoma zasedel 29. mesto v skupnem seštevku. V začetku leta 2016 je skupaj z nekdanjim voznikom Formule 1 Olivierom Panisom ustanovil moštvo za nastope na dirkah 24 ur Le Mansa, imenovano Panis-Barthez Compétition. V letih 2016 in 2017 je bil tudi eden treh dirkačev, ki so se z edinim dirkalnikom tega moštva udeležili dirk 24 ur Le Mansa, pri čemer so leta 2016 zasedli 12. mesto v skupnem seštevku, leta 2017 pa odstopili.